# Salmijärvi (Jukkasjärvi socken, Lappland, 755755-174811)
Salmijärvi är en sjö i Kiruna kommun i Lappland och ingår i Torneälvens huvudavrinningsområde.